# Fairey Delta 2
Fairey Delta 2 (někdy také F.D.2) byl britský jednomotorový celokovový středoplošník s křídlem tvaru delta bez VOP.

## Vznik

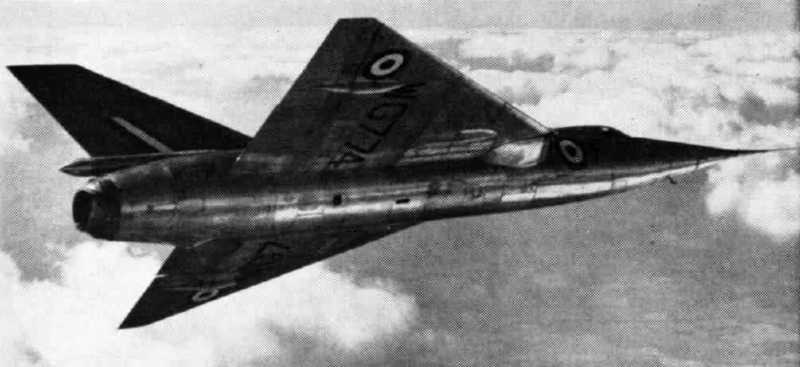
F.D.2 (WG774), 1956

V roce 1947 britské ministerstvo dodávek objednalo u společnosti Fairey první studie transsonických a
supersonických letounů. V prosinci 1949 firma Fairey dospěla k vývojové linii, která pak přímočaře vedla k typu F.D.2. Konstruktéři navrhli použití trojúhelníkového křídla se štíhlostí 2 (tloušťka profilu 4%) a současně se snažili zmenšit všechny rozměry stroje na minimum. Definitivní zakázku na vývoj dvou letounů F.D.2 obdržel Fairey v říjnu 1950, avšak celý program byl od počátku poznamenán nedostatkem financí a zájmu nadřízených orgánů.
V létě 1952 začala naplno pracovat konstrukce a v dílnách byla zahájena výroba prvních stavebních dílů. Supersonik F.D.2 však neměl přiřazen žádný stupeň priority, takže vyhodnocení tunelových testů jeho modelů bylo k dispozici až po prvních letech F.D.2. Během projektu a konstrukce Delty 2 byla uplatněna sklopná příď přetlakového skořepinového trupu o 10°, protože stroje s trojúhelníkovým křídlem jsou nuceny přistávat ve značně natažené poloze a pilot by tak neměl vizuální kontakt s VPD.

## Vývoj

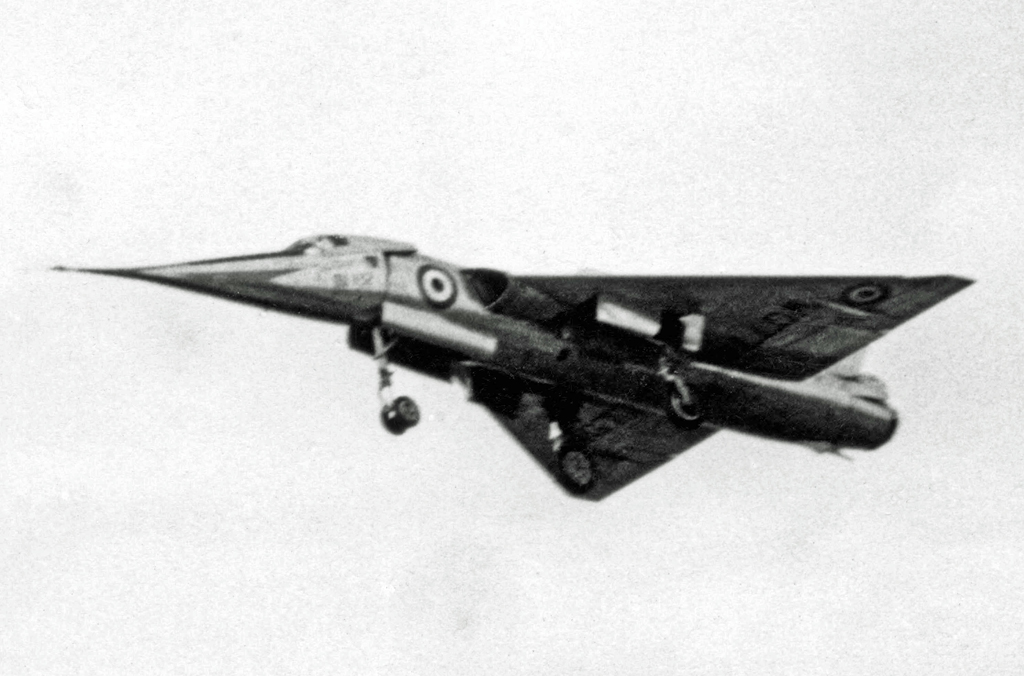
Fairey Delta 2 (XG774), Farnborough, 8. září 1956

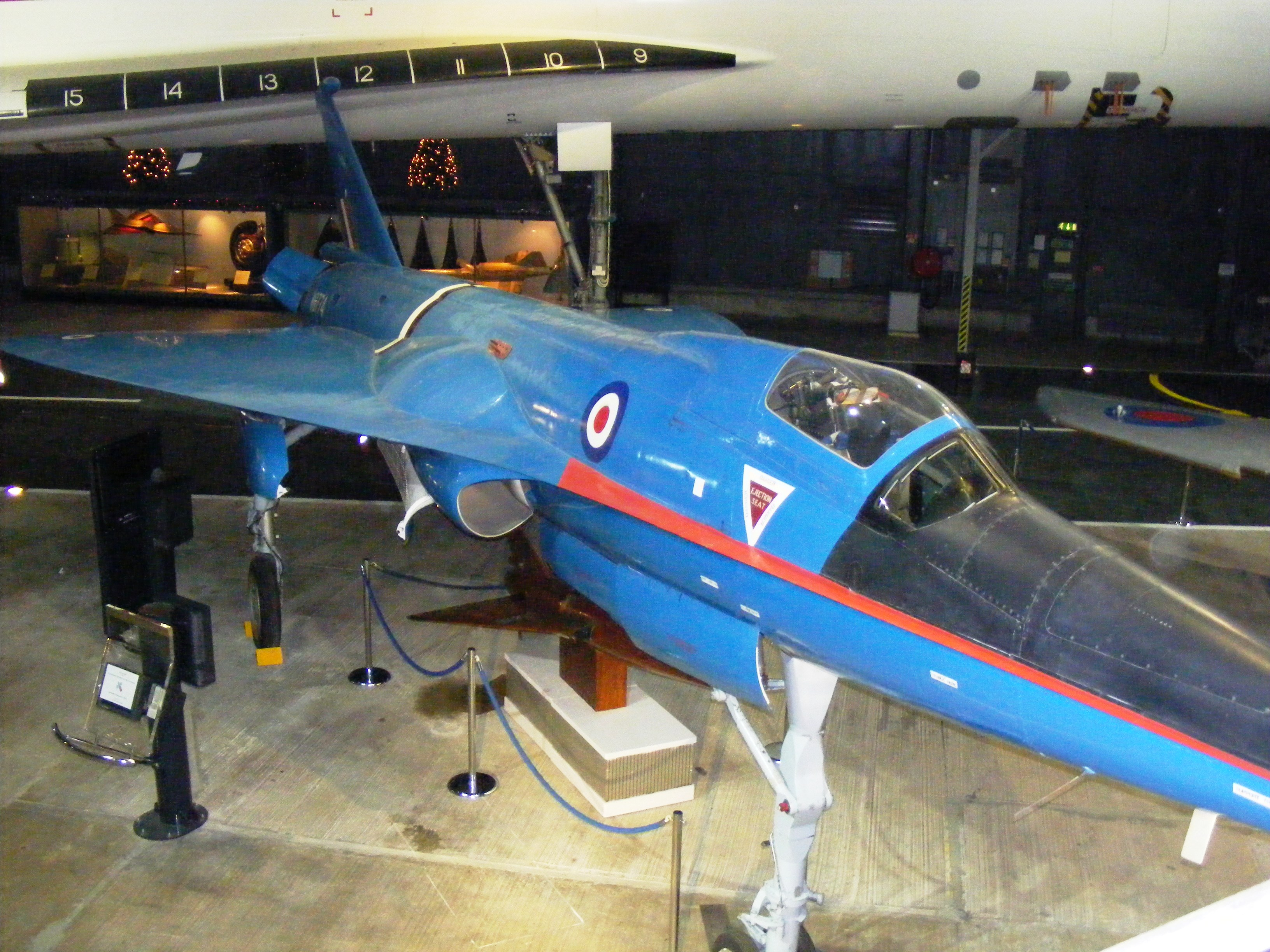
BAC 221

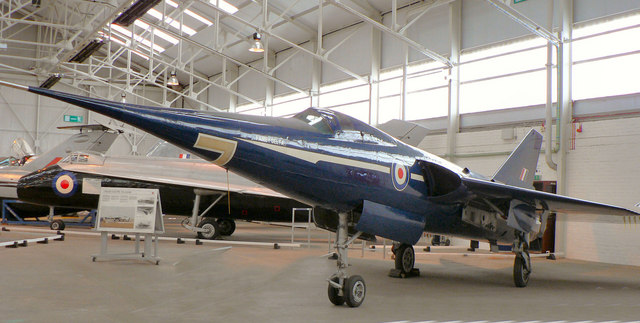
Fairey Delta 2 v Royal Air Force Museum, Cosford

První vyrobený experimentální Fairey Delta 2 (sériové číslo WG774) úspěšně zalétal šéfpilot Peter Twiss 6. října 1954. Pohon zajišťoval proudový motor s axiálním kompresorem Rolls-Royce Avon RA.28 o statickém tahu 44,59 kN, vybavený přídavným spalováním. Již 11. listopadu WG774 nouzově přistál bez podvozku s následnou instalací nového křídla, které bylo původně určeno k pevnostním zkouškám. Pro tyto testy byl postaven také jeden kompletní drak, který byl zatěžován až do zlomu.
15. února 1956 vzlétl druhý objednaný exemplář (WG777), který se lišil pouze vybavením. Tento druhý prototyp pak výrobce předal ministerstvu dodávek, které s letounem realizovalo výzkumný program na letišti v Bedfordu.
Již 28. října 1955 překonal první vyrobený letoun rychlost zvuku, což se stalo podnětem k pokusu o překonání světového rychlostního rekordu. Uskutečnil se po dalších nadzvukových letech 23. března 1956 na 15 km trati mezi Chichesterem a Fordem v hrabství Sussex. P. Twiss prolétl měřený úsek dvakrát v hladině 11 600 m. Během prvního průletu byla naměřena rychlost 1797,253 km/h, při druhém 1845,523 km/h. Průměrná hodnota světového rychlostního rekordu tak činila 1821,388 km/h, což odpovídalo Machovu číslu M = 1,731. Británie se tak stala držitelem světového rychlostního rekordu, kterým F.D.2 překonal jen sedm měsíců starý rekord amerického letounu North American F-100 Super Sabre o 500 km/h. Až koncem roku 1957 se stal novým rekordmanem McDonnell F-101 Voodoo.
Výzkumný program obou delt pokračoval ihned po rekordu. F.D.2 také zkoušely lety transsonickými rychlostmi během přízemních letů. Například ve výšce 900 m dosáhly rychlosti M = 1,04. Nejvyšší rychlost stroje F.D.2 činila M = 1,8. Na podzim roku 1956 však zkušební program obou letounů narušily nové předpisy proti hluku způsobovanému letadly, které se v Británii podařilo prosadit. Část zkoušek se proto musela přenést na francouzskou základnu Cazaux, kde se dalo využít méně obydleného území.
První prototyp WG774 následně prošel důkladnými úpravami. V létech 1964 a 1965 pro něj vyvinuli a postavili nové křídlo o půdorysu shodným s křídlem nadzvukového dopravního letounu Concorde. Z tohoto exempláře se tak stal pokusný letoun BAC 221, jehož úkolem se stalo ověření aerodynamické charakteristiky i praktické zkušenosti nové nosné plochy. BAC 221 vykonal první let 1. května 1964.

## Specifikace

### Technické údaje
- Osádka: 1
- Rozpětí: 8,20 m
- Délka: 15,74 m
- Výška: 3,35 m
- Nosná plocha: 33,5 m²
- Vzletová hmotnost: 6100 kg
- Pohonná jednotka: 1 × proudový motor Rolls-Royce Avon RA.14R
- Výkon pohonné jednotky: tah 44 kN

### Výkony
- Maximální rychlost v hladině 11 000 m: 1910 km/h
- Maximální rychlost v hladině 1500 m: 1240 km/h
- Cestovní rychlost u země: 740 km/h
- Cestovní rychlost v hladině 11 000 m: 850 km/h
- Výstup do 12 200 m: 2,5 min
- Počáteční stoupavost: 76,3 m/s
- Dolet: 1340 km